# Renato Kizito Sesana
Renato Sesana, detto Kizito (Lecco, 18 agosto 1943), è un presbitero, missionario e giornalista italiano comboniano.

## Biografia
Viene ordinato sacerdote nel 1970.
Assume il nome di Kizito (il nome del più piccolo dei Santi martiri dell'Uganda, proclamati beati da Paolo VI nell'anno in cui è entrato in noviziato) collabora con il mensile Nigrizia, che dirigerà inizialmente dal 1973 al 1975. Nel 1977 si laurea in Scienze politiche all'Università di Padova, con una tesi sui neri americani nella chiesa cattolica e compie frequenti viaggi in Africa.
Nel 1977 diventa missionario in Africa, dapprima in Zambia, dove trascorre tre anni in una missione rurale per poi trasferirsi alla periferia di Lusaka. In Zambia fonda Koinonia, una comunità che opera con i bambini di strada, nei mass media e nella formazione per la giustizia e la pace. Dal 1988 vive a Nairobi, dove ha fondato New People, periodico comboniano dell'Africa anglofona, che condurrà fino al 1995. New People è tuttora una delle riviste cattoliche più diffuse nell'Africa anglofona. Nel 1991, sulla scia dell'esperienza maturata nella capitale zambiana, fonda anche a Nairobi la comunità Koinonia: ne fanno parte ad oggi una quarantina di membri, alcuni dei quali con le rispettive famiglie, impegnati nel campo dell'assistenza ai bambini di strada, sviluppo, microcredito ed educazione alla pace.
Successivamente ha animato la nascita di una nuova comunità di Koinonia sui monti Nuba del Sudan ed ha continuato l'impegno per i bambini di strada, così che agli inizi del 2015 Koinonia conta sette centri a Nairobi e uno, con diverse articolazioni, a Lusaka.
È anche socio fondatore dell'ONG Amani ONLUS.
Dal 1995 al 2001 compie attività pubblicistica con una rubrica sul Sunday Nation, il quotidiano più diffuso del Kenya,  dove racconta tra le altre cose delle sue missioni nel Sudan meridionale, regione in guerra. Si fa promotore di diverse iniziative editoriali legate all'Africa, come nel 2005 Peacelink - Africa un portale web sulle iniziative africane per la pace, e, nel 2007, the Big Issue Kenya, il primo giornale di strada keniota. Il giornale ha però dovuto sospendere le pubblicazioni per problemi economici dopo solo 3 anni di attività.
Ha ispirato e sostenuto la nascita di NewsFromAfrica.org, che ospita articoli scritti da giornalisti africani.
Nel gennaio 2008 ha inaugurato il blog Una Vita in Africa e dal 2013 collabora con il giornale The Post Internazionale.
Ha pubblicato 14 libri e ne ha tradotti parecchi altri.
Nel 1999 è stato incaricato dalla Conferenza Episcopale del Kenya di avviare la radio cattolica nazionale, che nel 2003, dopo numerose difficoltà per ottenere la licenza dal governo di Moi inizia a operare col nome di Radio Waumini; Sesana la dirige fino agli inizi del 2006.
Dal 1990 al 2002 e dal 2007 a settembre 2012 è stato direttore responsabile di Nigrizia.

## Controversie
Nel giugno 2009 è stato oggetto di un'inchiesta per abuso sessuale nei confronti di giovani ospiti dei centri di Koinonia. Il missionario in quella occasione ha dichiarato: "Non ho mai violentato alcun bambino in Kenya, né altrove. Sono pronto ad affrontare chiunque tenti di provare il contrario". A suo giudizio le accuse nei suoi confronti erano calunnie per tentare di appropriarsi delle proprietà della comunità di accoglienza dei bambini e delle bambine di strada. A difesa del missionario comboniano si è schierata la Tavola della Pace che ha raccolto le firme di solidarietà di vari giornalisti ed esponenti dell'associazionismo italiano tra cui Corradino Mineo e don Luigi Ciotti. Successivamente il missionario è stato completamente scagionato da ogni accusa dalla polizia keniota e la Procura Generale di Nairobi ha archiviato il caso. Nel giugno 2010, Padre Kizito ha presentato tre querele per diffamazione contro alcuni mass media kenioti per aver riportato notizie false e non documentate. Una analoga accusa formulata nel 2011 da un suo collaboratore si è infine risolta in un nulla di fatto in quanto le indagini non hanno dato evidenza dei fatti contestati. L'associazione Amani ha rigettato queste accuse evidenziando un clima di pesante intimidazione e di violenze che avrebbe lo scopo di destabilizzare la comunità di accoglienza fondata da Padre Kizito.

## Premi e riconoscimenti
- 1997 Premio Raoul Follereau, promosso dall'ONG Associazione italiana amici di Raoul Follereau (AIFO)
- 2002 premio Vita Nova.
- 2002 premio  vinto per la produzione del pallone da calcio da parte dell'Amani Yassets Sports Club di Nairobi.  La scelta della giuria è andata a chi del calcio e dello sport in genere, fa un reale momento di aggregazione, gioia e solidarietà.
- 2011 Premio Città di Sasso Marconi[collegamento interrotto] per un giornalista o operatore della comunicazione del Sud del Mondo distintosi nella lotta per la promozione dei diritti umani, dello sviluppo, della democrazia attraverso i media.
- 2012 Premio per la Pace 2012 Archiviato il 13 aprile 2013 in Archive.is. che Regione Lombardia assegna ogni anno ai grandi testimoni della Pace
- 2015 Premio Etico assegnato dall'Associazione Culturale Plana, insieme al regista Ermanno Olmi e al Presidente uruguaiano "Pepe" Mujica

## Opere
- Renato K. Sesana, Accogliere gli stranieri, Bologna, Emi, 2015
- Renato K. Sesana, Felici perché nuovi, Fondazione Nigrizia, Verona, 2014
- Renato K. Sesana, Tutti i cuori del mondo, Bologna, Emi, 2013
- Renato K. Sesana e Anna Pozzi (a cura di), Shikò. Una Bambina di strada, Sperling & Kupfer, 2006
- Renato K. Sesana e Pier Maria Mazzola (a cura di), Io sono un nuba. Dalla parte di un popolo che lotta per non scomparire, Sperling & Kupfer, 2004
- Renato K. Sesana, Matatu: in viaggio con l'Africa, Assisi, Cittadella, 2003
- Renato K. Sesana e Stefano Girola, La Perla Nera. L'“altra” Africa sconosciuta, Cinisello Balsamo, Edizioni Paoline, 2002
- Renato K. Sesana, Occhi per l'Africa. Bologna, EMI, 1999
- Renato K. Sesana, Father Kizito's Notebook 2, Nairobi, Koinonia Media Centre, 1998
- Renato K. Sesana, Father Kizito's Notebook, Nairobi, Koinonia Media Centre, 1996
- Renato K. Sesana, La tua terra sono gli altri, Bologna, EMI, 1987
- Valentino Salvoldi e Renato K. Sesana, Africa: il Vangelo ci appartiene, Bologna, EMI, 1986
- Renato K. Sesana, Africa, una sfida ai cristiani, Bologna, EMI, 1975
- Renato K. Sesana, Liberate il mio popolo. Diario di viaggio di un prete tra i guerriglieri della Guinea Bissau, Bologna, EMI, 1974